# Aotus griseimembra
Aotus griseimembra е вид бозайник от семейство Нощни маймуни (Aotidae). Видът е световно застрашен, със статут Уязвим.

## Разпространение
Разпространен е във Венецуела и Колумбия.